# Turan
Turan ( Persisk : توران) er en historisk region i Centralasien . Udtrykket er af iransk oprindelse   og kan referere til en specifik forhistorisk menneskelig bosættelse, en historisk geografisk region eller en kultur. De første turanere var en iransk stamme, der nedstammede fra Tur (eller Turaj) søn af den persiske hersker Feridun (Thraetaona).    
Navnet Turan findes i Avesta og Firdevsîs Şehnavn . I de historiske Iran-Turan-krige omtales Efrasiyab også som Turan-kejseren. Turan ord XIX. Fra 1800-tallet blev det også gjort til ideologi. Denne ideologi har vist sin egen indflydelse på de politiske, militære og kulturelle områder i tyrkisk historie. En leder ved navn "Alp Er Tonga", tyrkernes forfader, blev født i Turan. Fra det 6. århundrede og frem er ordet Turan blevet brugt til at betyde det land, hvor tyrkerne (eller tyrkerne eller tyrkerne) bor. I kilderne omtales det iranske folks og Turan-folkets voldsomme krige. Karakhanidernes periode er også nævnt i værkerne. Det er nævnt i Yusuf Balasaguns værk. I Mahmud bin Valis værker er navnet Turan givet omkring Guds bjerg. Ifølge denne arabiske (eller İranske) forfatters arbejde bor tyrkere i Turan.

## Publikationer om emnet
- "Kirgisiske Tariq. Encyclopedia” Bishkek 2003
- “Mamlekettik til cana encyclopedia borboru”
- "İ.Arabaev Atınağı Kirgisisk mamlekettik Pædagogiske Universitet”
- "Den anden rød. Ü.A.Asanov, cooptuu red. A.A. Asankanov”
- "Røde Keneş: Ö. C.Osmonov (töraga) T.N Omurbekov”